# None of the Above (parti politique)
Pour les articles homonymes, voir None of the Above.
Le None of the Above Direct Democracy Party (NOTA) ((fr) officiellement: Parti Démocratie Directe Aucune de ces Réponses, littéralement: Aucun des choix ci-dessus) est un parti politique mineur provincial de l'Ontario.

## Histoire
Le parti apparu en 2014 par Greg Vezina en réponse à la désillusion et au cynisme des Ontariens vis-à-vis les partis politiques majeurs de la province. Le parti propose l'élection de députés (MPP) indépendants de toute ligne de parti permettant ainsi une représentation efficace de leurs électeurs. L'usage de référendums, d'une limitation du nombre de mandats et de procédure de rappel (Recall).
Lors des élections de 2014, le parti présenta 8 candidats dont Vézina dans Mississauga—Erindale, Kathleen, la femme de Vézina, dans  Mississauga—Brampton-Sud, Alexander, le fils de Vézina, dans Mississauga—Streetsville et Matthew, le frère de Vézina, dans Parkdale—High Park.

## Résultats électoraux
| Élection | Sièges  | Nombre total de votes | Nombre de candidats | %    |
| -------- | ------- | --------------------- | ------------------- | ---- |
| 2014     | 0 / 107 | 4 247                 | 8                   | 0,09 |
| 2018     | 0 / 124 | 16 191                | 42                  | 0,28 |
| 2022     | 0 / 124 | 7 506                 | 28                  | 0,16 |

## Chefs du parti
| Nom         | Période      |
| ----------- | ------------ |
| Greg Vezina | 2014-Présent |